# Piotr Sałtykow
Piotr Siemionowicz Sałtykow hrabia 1733 (ros. Пётр Семёнович Салтыков, ur. 1697(1698?), zm. 6 stycznia 1773 Morfino, obecnie Mytiszcze pod Moskwą) – generał-feldmarszałek 1759 rosyjski z okresu wojny siedmioletniej, dowódca m.in. w bitwie pod Kijami i Kunowicami. Syn gen. S. A Sałtykowa, krewnego carycy Anny Iwanowny ze strony matki.

## Życiorys
W 1714 wstąpił do Gwardii Cesarskiej jako szeregowy żołnierz i został skierowany na szkolenie jako marynarz do Francji, gdzie przebywał do początku lat trzydziestych. w 1734 uczestniczył w wojnie z Polską przeciwko wojskom Stanisława Leszczyńskiego. W 1740 generał-adiutant. Uczestnik wojny rosyjsko-szwedzkiej 1741-1743, po czym kierował na Ukrainie Landmilicją.
Uczestnik wojny siedmioletniej 1756–1763, w czasie której był naczelnym dowódcą armii rosyjskiej w l. 1759–1760 i w 1762 i odniósł błyskotliwe zwycięstwa w bitwie pod Palzig (k/Frankfurtu nad Odrą) i pod Kunersdorfem (Kunowice k/Franfurtu nad Odrą) w 1759. Usunięty ze stanowiska naczelnego dowódcy w 1760 na skutek różnicy poglądów z dowództwem austriackim i Najwyższą Radą Wojenną w Petersburgu. W latach 1764–1771 naczelny dowódca i generał-gubernator Moskwy. Został obwiniony o nieumiejętność kierowania w czasie epidemii dżumy w Moskwie w 1770-71 i przeniesiony w stan spoczynku.
W 1759 został odznaczony Orderem Orła Białego. Poza tym był odznaczony Orderem Świętego Andrzeja Apostoła Pierwszego Powołania i Orderem Świętego Aleksandra Newskiego.